# 1,5-anhidro-D-fruktoza reduktaza (formira 1,5-anhidro-D-manitol)
1,5-anhidro--fruktoza reduktaza (formira 1,5-anhidro--manitol) (EC 1.1.1.292, 1,5-anhidro--fruktozna reduktaza, AFR) je enzim sa sistematskim imenom 1,5-anhidro--manitol:NADP+ oksidoreduktaza. Ovaj enzim katalizuje sledeću hemijsku reakciju
1,5-anhidro--manitol + NADP+ {\displaystyle \rightleftharpoons } 1,5-anhidro--fruktoza + NADPH + H+
Ovaj enzim je prisutan u delu Rhizobium vrsta i pripada familiji GFO/IDH/MocA proteina. On se razlikuje od hepatičke 1,5-anhidro--fruktozne reduktaze, koja formira 1,5-anhidro-D-glucitol kao produkt (cf. EC 1.1.1.263). Kod Sinorhizobium morelense, produkt reakcije, 1,5-anhidro-D-manitol, može da bude dalje metabolisan do D-manoze. Ovaj enzim takođe redukuje 1,5-anhidro-D-eritro-hekso-2,3-diulozu i 2-ketoaldoze, kao što je D-glukozon (D-arabino-heksoz-2-uloza) i 6-dezoksi-D-glukozon. On ne redukuje druge aldoze i ketose, niti nešećerne aldehide i ketone.

## Literatura
- Nicholas C. Price; Lewis Stevens (1999). Fundamentals of Enzymology: The Cell and Molecular Biology of Catalytic Proteins (Third изд.). USA: Oxford University Press. ISBN 019850229X.
- Eric J. Toone (2006). Advances in Enzymology and Related Areas of Molecular Biology, Protein Evolution (Volume 75 изд.). Wiley-Interscience. ISBN 0471205036.
- Branden C; Tooze J. Introduction to Protein Structure. New York, NY: Garland Publishing. ISBN 0-8153-2305-0.
- Irwin H. Segel. Enzyme Kinetics: Behavior and Analysis of Rapid Equilibrium and Steady-State Enzyme Systems (Book 44 изд.). Wiley Classics Library. ISBN 0471303097.
- William P. Jencks (1987). Catalysis in Chemistry and Enzymology. Dover Publications. ISBN 0486654605.

## Spoljašnje veze
- 1,5-anhydro-D-fructose+reductase+(1,5-anhydro-D-mannitol-forming) на 